# Castellar (Alpy Nadmorskie)
Castellar – miejscowość i gmina we Francji, w regionie Prowansja-Alpy-Lazurowe Wybrzeże, w departamencie Alpy Nadmorskie.
Według danych na rok 1990 gminę zamieszkiwało 638 osób, a gęstość zaludnienia wynosiła 52 osoby/km² (wśród 963 gmin regionu Prowansja-Alpy-W. Lazurowe Castellar plasuje się na 445. miejscu pod względem liczby ludności, natomiast pod względem powierzchni na miejscu 641.).